# Tristan Derème
 (septembre 2023).
Pour les articles homonymes, voir Huc.
Tristan Derème, de son vrai nom Philippe Huc, né le 13 février 1889 à Marmande et mort le 24 octobre 1941 à Oloron-Sainte-Marie, est un poète français, connu également sous les pseudonymes : Théodore Decalandre et Philippe Raubert.
Il est le fondateur de l'École fantaisiste avec Francis Carco, Paul-Jean Toulet et Robert de La Vaissière. On lui doit de nombreux recueils de poèmes souvent humoristiques.

## Éléments biographiques
De son vrai nom Philippe Huc, il naît « par hasard » à Marmande le 13 février 1889 et suit une scolarité vagabonde au gré des garnisons de son père, officier. Sa mère, Sophie Sandrin, est issue d’une vieille famille béarnaise, apparentée à l’illustre Pierre de Marca. Elle possède à Oloron-Sainte-Marie une maison au quartier Saint-Pé, où il séjourne souvent, point d’ancrage tout au long de sa vie et cadre fréquent de ses récits et poèmes.
Dès 1906, il se lie d’amitié avec Francis Carco et Robert de la Vaissière, tous deux répétiteurs au lycée d'Agen où il effectue sa scolarité : embryon d’où naîtra l’École fantaisiste. Dans les années d’avant-guerre, le groupe fantaisiste rassemble des noms comme Paul-Jean Toulet, Jean-Marc Bernard, Jean Pellerin, Francis Carco, Léon Vérane, Robert de la Vaissière, René Bizet, Noël Ruet... 
De 1908 à 1921, il travaille comme receveur dans l’administration des impôts. Dès 1908, il collabore aux revues Hélios et L’Oliphant. Il adopte rapidement le pseudonyme de Tristan Derème. En 1914, il est mobilisé. Il devient secrétaire du député des Hautes-Pyrénées Achille-Armand Fould qu’il suit jusqu’au ministère de l’Agriculture (1930-1932). Il est l’ami de Louis Barthou, député d’Oloron-Sainte-Marie, président du Conseil et plusieurs fois ministre de la Troisième République.
Il correspond avec Francis Jammes qui comme lui a des attaches en Béarn, dans ce Sud-Ouest où Derème est également proche de Joseph Peyré, tous deux étant amis et membres de l’Académie de Béarn dont Louis Barthou est, en 1924, le premier membre d’honneur. En 1922, il est élu membre de La Pléiade[Laquelle ?], aux côtés de Charles Maurras, Anna de Noailles et Paul Valéry. En 1923 il rencontre Béatrix Dussane, la Clymène de ses poèmes.
De 1927 à 1929, il collabore au Figaro avec une rubrique hebdomadaire.
L’Académie française lui décerne le prix François-Coppée en 1927, le prix d’Académie en 1936 et le Grand Prix de Littérature en 1938 pour l'ensemble de son œuvre. Il vit à Paris mais vient souvent se ressourcer à Oloron-Sainte-Marie où il meurt le 24 octobre 1941 ; il est inhumé au cimetière de Saint-Pé, à Oloron-Sainte-Marie. Un collège public y porte aujourd'hui son nom.
Tristan Derème est l'auteur de poèmes, ainsi que de recueils d’articles et de prose, parsemés de poèmes dont Patachou, petit garçon sur la vie quotidienne d’un enfant curieux et espiègle.
Chez les Fantaisistes, école provinciale, tout est musique douce, mélancolie voilée, émotion discrète, souci de liberté spirituelle. Michel Cointat propose la définition suivante de l'esthétique du poète : « L’œuvre de Tristan Derème peut se résumer par ces mots : élégance, simplicité, amour de la nature. »

## Œuvre

### Poésie
- Les Ironies sentimentales, Toulouse, Éd. de la revue "Poésie", 1909
- Petits Poèmes, Paris, Lecène et Oudin, 1910
- Le Poëme de la pipe et de l'escargot, Paris, Émile-Paul Frères, 1920
- Six fontaines de Paris, eaux-fortes originales de Georges Capon, Laboratoires Galbrun, Saint-Mandé, 1920
- Le Poème des chimères étranglées, Paris, Émile-Paul Frères, 1921
- La Verdure Dorée, Paris, Émile-Paul frères, 1922, 270 p. (lire sur Wikisource)
- Le Zodiaque ou les étoiles sur Paris, Paris, Émile-Paul Frères, 1927, 15 pointes-sèches originales, dont une pour la couverture, par Hermine David.
- L'Enfant perdu, Paris, Emile-Paul Frères, 1928.
- Poèmes des colombes, 1929.
- Songes du Poète, Émile-Paul Frères, 1931. (dédié à Jean Valschaerts)
- Les Compliments en Vers de Patachou, Émile-Paul Frères, 1931.
- Le Poème des Griffons, Grasset, 1938.
- Tristan Derème, Sa poésie. Anthologie de 100 textes. Infocompo, Pau, 1989.
- L'étoile

### Prose
- L'Enlèvement sans clair de lune ou les propos et les amours de M. Théodore Decalandre. Paris, Émile-Paul Frères, 1924.lire en ligne sur Gallica
- Toulouse. Paris, Émile-Paul Frères, coll. "Portrait de la France", no 13, 1927. Frontispice d'Hermine David.
- Patachou, Petit Garçon, Paris, Émile-Paul Frères, 1929. 
  - Jack Rollan éditeur, Lausanne, 1956. Illustrations de Creux.
  - Infocompo, Pau, 1989. Préface de Daniel Aranjo. Illustrations de R. Petit-Lorraine.
- Le Poisson rouge. Paris, Grasset, 1934.
- Le Violon des Muses. Paris, Grasset, 1935.
- L'Escargot bleu. Paris, Grasset, 1936.
- La Tortue indigo. Paris, Grasset, 1937.
- L'Onagre orangé. Paris, Grasset, 1939.
- La Libellule violette. Paris, Grasset, 1942. Illustrations d'Émile Bouneau.

## Morceaux choisis
- La Verdure dorée, LV

Regarde. La glycine a jauni sur la porte,
Et voici que l’automne aux tempes couronnées
De lierre caduc et de roses fanées
S’avance et d’un pied lourd foule les feuilles mortes.
Il marche et son manteau de pourpre au crépuscule
Se dénoue et se mêle aux nuances champêtres (...)
- La Verdure dorée, LXXXV

Je dirai pour l’instruction des biographes
Que ton corsage avait quarante-deux agrafes,
Que dans tes bras toute la nuit j’étais inclus,
Que c’était le bon temps, que je ne quittais plus
Ta chambre qu’embaumait un pot d’héliotrope (...)
- La Verdure dorée, LXVIII

(...) Un jour, les écoliers penchés sur leurs pupitres
En écoutant vibrer les mouches sur les vitres
Trouveront-ils au fond des collèges moisis
Une page de moi dans leurs Morceaux choisis
(...)
Qu’importe ? N’ai-je pas cette aube que je bois,
Ce matin bourdonnant, ces feuilles et ce bois
Et toi qui dans tes bras endors toute amertume ?
Qu’un autre pour l’honneur d’une palme posthume
Ferme ses contrevents sur les jardins fleuris
Et meure dans son encre et dans ses manuscrits !
Mais moi qui sais jouer des cithares diverses
Et goûter le soleil, la lune et les averses,
Les roses de cristal sur les prés endormis,
Je chante pour moi-même et pour quelques amis,
Et j’écoute siffler l’air tiède dans ses flûtes
En levant vers l’azur ma pipe et ses volutes
Et sans me soucier sous ces arbres touffus
Que dans quatre mille ans on sache que je fus.
- La Verdure dorée, CIX

Reste dans ta coquille et dédaigne, escargot,
Cet humide parfum de rose et d’abricot ;
Ta solitude sera douce si tu l’ornes
De beaux rêves ; il pleut ; tu mouillerais tes cornes.
L’averse drue et chaude écrase le gazon,
Et les tonnerres illuminent la maison
Et la muraille où tu te colles sous les toiles
D’araignées ; et le vent a soufflé les étoiles
Et la lune a roulé dans l’herbe comme un fruit.
Rentre tes cornes ; loin des éclairs et du bruit,
Médite sur toi-même et dore tes pensées.
L’orage fauche l’herbe et les feuilles froissées ;
Il siffle et fait voler les ardoises du toit.
Laisse le monde s’écrouler autour de toi.